# Pacumutu
El pacumutu, también llamado pacumuto, es un platillo típico del Oriente boliviano que consiste en brochetas de carne y verduras asadas al fuego. El pacumuto mixto incluye varios tipos de carne, que suelen ser res, pollo o embutidos como chorizo ahumado, chorizo parrillero, morcilla, etc. En cambio, el pacumuto trinitario tradicional se hace solo con carne de res, generalmente pulpa, o algún corte suave.
La carne y las verduras se limpian, se cortan en trozos grandes y se le agregan los condimentos y aceite generoso. Los condimentos varían de un cocinero a otro: salsa de soya, mostaza, orégano, comino o incluso vino. Todo junto se deja marinar por varias horas o de un día para el otro, y luego se ensartan en el palillo de madera o alambre de fierro intercalando verdura y carne. Se asa lentamente a la parrilla o al rescoldo de las brasas. Antiguamente, se usaban carnes silvestres como monos, jochis, etc.
Se suele acompañar con yuca, ensalada, llajua o arroz con queso.